# Coenobius baronii
Coenobius baronii es un coleóptero de la familia Chrysomelidae.
Fue descrita científicamente en 1979 por Lopatin.